# فلورا اوگوونوا
فلورا اوگوونوا (انگلیسی: Flora Ugwunwa; ۲۶ ژوئن ۱۹۸۴) ورزشکار معلول اهل نیجریه است که در رشته‌های پرتاب دیسک و پرتاب نیزه کلاس اف۵۴ فعالیت داشت.

## زندگی شخصی
در زمان کودکی، وی به پولیو مبتلا شد و این رنجوری سبب شد وی توانایی استفاده از پا و راه رفتنش را از دست بدهد و دچار پاراپلژی گردد.
در سال ۲۰۱۹، او به عنوان نماینده ورزشکاران به عضویت کمیته پارالمپیک نیجریه انتخاب شد. یکی از اهداف او در این سمت، بهبود شرایط تمرینی و همچنین تأمین صندلی‌ها و پروتزها برای ارائه فرصت‌های بهتر به ورزشکاران نیجریه‌ای در مسابقات قاره‌ای یا بین‌المللی است.

## حرفه
در سال ۲۰۱۱ شروع به تمرین دو و میدانی پارالمپیک کرد و در سال ۲۰۱۵ برای اولین بار پیراهن تیم ملی نیجریه را در مسابقات جهانی دو و میدانی پارالمپیک ۲۰۱۵ دوحه پوشید، جایی که در پرتاب دیسک کلاس اف۵۵ زنان در جایگاه پنجم قرار گرفت.
در سال ۲۰۱۵، در بازی‌های آفریقایی در برازاویل شرکت کرد و موفق شد مدال طلا را در پرتاب دیسک برای کلاس اف۵۴-۵۷ در مقابل رقیب الجزایری‌اش، نسیمه سیفی و هموطنش نجیده‌کا اییازی به دست آورد و همچنین مدال نقره در پرتاب نیزه کلاس اف۵۳-۵۶ را پس از هانیه عیدی تونسی تبار، رکورددار پیشین جهان، و در تقابل با مریم کولیبالی اهل مالی، کسب کرد.

او نماینده نیجریه در بازی‌های پارالمپیک تابستانی ۲۰۱۶ بود که در ریو دو ژانیرو، برزیل برگزار شد و مدال طلا را در رشته دو و میدانی بخش پرتاب نیزه زنان کلاس اف۵۴ به دست آورد. او همچنین رکورد جهانی جدیدی به میزان ۲۰٫۲۵ متر در این رشته ثبت نمود و رکورد‌های قبلی را بهبود بخشید.او رکورددار قبلی، هانیه عیدی از تونس و زانل سیتو از آفریقای جنوبی را پشت سر گذاشت. این هفتمین مدال طلای نیجریه در پارالمپیک بود. او کمی بعد به عنوان یکی از بهترین ورزشکاران نیجریه در سال توسط مجله پالس معرفی شد.
او نماینده نیجریه در بازی‌های پارالمپیک تابستانی ۲۰۲۰ در توکیو، ژاپن نیز بود پیش از آن نیز مدال نقره را در بازی‌های قهرمانی‌های جهانی پارا دو و میدانی ۲۰۱۹ – پرتاب نیزه زنان کلاس اف۵۴ که در دبی، امارات متحده عربی برگزار شد، به دست آورده بود. او همچنین در همان رویداد در کلاس اف۵۴ پرتاب وزنه》نیز شرکت کرد و در جایگاه ششم قرار گرفت.